# Queen's Theatre (Long Acre)
Il Queen's Theatre è un famoso teatro situato nel West End di Londra, nel quartiere di Westminster, fondato nel 1867 al posto di St Martin's Hall, un'ampia sala concerti aperta nel 1850. È stato inaugurato nel 1907 con il nome di "Central Theatre" e in seguito ribattezzato "Queen's Theatre" nel 1919 in onore della regina Alexandra. Il teatro ha ospitato molte produzioni di successo nel corso degli anni, tra cui la première mondiale del musical "My Fair Lady" di Alan Jay Lerner e Frederick Loewe nel 1958. Ha anche ospitato le prime di diversi altri musical di successo, tra cui "Les Misérables" nel 1985 e "Miss Saigon" nel 1989. Il Queen's Theatre ha una capacità di circa 1 100 posti a sedere e continua a essere un importante teatro del West End di Londra.
Long Acre è il nome di una strada che si trova nella zona di Covent Garden nel centro di Londra, non lontano dal Queen's Theatre. La strada inizia a nord-est di Covent Garden e si estende verso ovest fino a St. Martin's Lane. Long Acre è una strada storica che risale al 1200, ed è stata in passato una delle principali vie di accesso a Londra per chi arrivava dal nord-ovest del paese. Oggi, Long Acre è una strada commerciale molto frequentata, con numerose attività commerciali tra cui negozi di abbigliamento, ristoranti, bar e pub. La zona di Covent Garden, in generale, è una popolare destinazione turistica e culturale di Londra, con numerose attrazioni come il Royal Opera House, il Covent Garden Market e il London Transport Museum.